# Ислам-шах
Ислам-шах (имя при рождении Джелал-хан, ум. 22 ноября 1554) — делийский султан из династии Суридов в 1545—1554 годах, второй сын султана Шер-шаха. Вскоре после его смерти государство Суридов пришло в упадок, и к власти над Северной Индией вернулись Великие Моголы.

## Приход к власти
Джелал-хан был вторым сыном пуштунского военачальника, ставшего султаном Северной Индии под именем Шер-шаха. После смерти Шер-шаха знать провозгласила султаном Джелал-хана как наиболее способного по отношению к его старшему брату Адил-хану, назначенному наследником при жизни Шер-шаха. В пользу Джелал-хана сыграло также то, что он в момент гибели Шер-шаха находился ближе к военному лагерю отца, чем Адил-хан.
Согласно Фариште, Джелал-хан был коронован в 15-й день месяца Раби аль-авваль 952 года Хиджры (25 мая 1545 года) под именем Ислам-шаха в крепости Калинджар, при штурме которой погиб его отец. После этого Ислам-шах во главе армии отца вернулся в Агру, где повторно был коронован.
Придя к власти, Ислам-шах первым делом решил устранить старшего брата — законного претендента на престол. Как свидетельствует Фаришта, новому султану удалось убедить Адил-хана прибыть в Агру под предлогом передачи ему во владение части территории султаната. Оказавшись в Агре в полной власти Ислам-шаха, заверявшего брата в своей вечной дружбе и даже предложившего ему занять отцовский престол, Адил-хан благоразумно отказался от своих законных прав на трон и официально признал султаном Ислам-шаха. После этого Адил-хану было позволено покинуть Агру, однако спустя два месяца Ислам-шах послал одного из своих евнухов с поручением арестовать Адил-хана и привезти его в Агру в золотых оковах. Узнав об этом, Адил-хан бежал в Меват к Ховас-хану. Подняв открытое восстание, Ховас-хан и Адил-хан во главе своих войск двинулись на Агру. На подступах к Агре армия Адил-хана была разбита в битве при Сикри, сам Адил-хан бежал в Патну, о дальнейшей его судьбе ничего неизвестно.

## Правление
Ислам-шах успешно боролся с мятежными афганскими амирами, победив, первым делом, сторонников своего брата Адил-хана. Подавление мятежей и установление мира в государстве Ислам-шаха продолжалось до 1548 года. В этот период он совершил поход для завоевание пенджабского племени гакхаров, а также укрепил западные границы своего государства в районе Кашмира. 
Как свидетельствует Фаришта, в 1548 году Великий могол Хумаюн предпринял попытку вернуть себе Северную Индию и пересёк Инд. Узнав однако, что Ислам-шах выступил ему навстречу с большой армией, оснащённой сильной артиллерией, Хумаюн отступил обратно в Кандагар. После этого Ислам-шах сделал своей резиденцией Гвалиор.
Ислам-шах, не доверяя сановникам своего отца, перераспределил земельные владения своих джагирдаров, передав их людям, лично ему обязанным своим положением. Перенеся несколько покушений на свою жизнь, Ислам-шах стал подозрительным и деспотичным правителем, казнив многих своих приближённых, заподозренных им в заговоре.
В период правления Ислам-шаха большое распространение получило религиозно-мессианское движение махдистов, завоевавшее широкую поддержку не только среди сельского населения, но и в городах, в том числе, среди лиц духовного звания и шейхов. Разгромив их, Ислам-шах нанёс этому движению серьёзный удар, однако лишь ослабил его на время, не сумев искоренить окончательно.
Подобно своему отцу Шер-шаху, Ислам-шах уделял большое внимание развитию и благоустройству торговых путей в своём государстве. Согласно Фариште, он приказал устроить от Бенгалии до Инда промежуточные караван-сараи между караван-сараями, построенными Шер-шахом.

## Смерть
Султан Ислам-шах умер в расцвете лет 22 ноября 1554 года от опухоли (по утверждению Фаришты, от свища), что в народе посчитали карой небесной за гонения, которым он подверг сторонников движения махдистов. 
Ислам-шаху наследовал 12-летний сын Фаруз-шах, который через месяц после коронации был убит своим двоюродным дядей Мубариз-ханом Сури, занявшим престол под именем Мухаммада Адил-шаха. Смерть Ислам-шаха и убийство его сына Фаруз-шаха послужили сигналом к началу междоусобной войны между военачальниками и родственниками Ислам-шаха, в результате которой династия Суридов потеряла власть над Северной Индией уже менее чем через год.